# Clossiana orientisvivax
Clossiana orientisvivax är en fjärilsart som beskrevs av Ruggero Verity 1932. Clossiana orientisvivax ingår i släktet Clossiana och familjen praktfjärilar. Inga underarter finns listade i Catalogue of Life.